# Chiloscyllium
Chiloscyllium is een geslacht uit de familie van de epaulethaaien en bamboehaaien (Hemiscylliidae).

## Soorten
- Chiloscyllium arabicum Gubanov, 1980 – Arabische bamboehaai
- Chiloscyllium burmensis Dingerkus & DeFino, 1983 – Burmese bamboehaai
- Chiloscyllium caerulopunctatum Pellegrin, 1914
- Chiloscyllium griseum Müller & Henle, 1838 – Grijze bamboehaai
- Chiloscyllium hasseltii Bleeker, 1852
- Chiloscyllium indicum (Gmelin, 1789) – Slanke bamboehaai
- Chiloscyllium plagiosum  (Bennett, 1830) – Witgestippelde bamboehaai
- Chiloscyllium punctatum (Müller & Henle, 1838 – Bruinbandbamboehaai